# ひこ乃
ひこ乃（ひこの、9月9日 - ）は、日本のタレント。東京都出身。プラチナムプロダクション所属。

## 経歴
2014年11月から2015年1月までサンスポアイドルリポーター SIR4期候補生、同年11月から2016年1月まで同5期候補生として活動していた。
2015年、横浜DeNAベイスターズshowroomMC争奪オーディションで1位に選ばれ、同年2月20日には「横浜DeNAベイスターズ 2015 ファンミーティング in 沖縄キャンプ」のMCを務める。
2015年、ワッチミーナ4期候補生として活動中にマンスリーグランプリ獲得をする。TOKYO IDOL FESTIVAL出演等するも、途中辞退。
2016年7月、アイドルユニット「おとぎラビット」にリーダーとして加入したが、ユニットの活動停止により2016年10月をもって卒業。
2018年4月13日、株式会社Realiser（リアリジィー）が手掛ける「立ち上がれ、女の子! プロジェクト」の一環として、自身が社長を務める関連子会社『株式会社Linoa』（リノア）を設立。
2018年7月28日、恵比寿ガーデンホールで行われた「Shibuya Star FES.2018」の“YouTuberオーディション”でグランプリを受賞。同フェスを主催したプラチナムプロダクションの所属タレントとなる。

## 人物
- 愛称はひこにゃん[10]。中学と高校時代は軟式テニス部に所属していた[11]。
- 高校生の時に両親が離婚[12]。現在は母や弟と共に生活している[13]。
- 趣味および特技に旅行、おしゃれ、ゲーム、サッカー観戦、ものまね、ネイルアートを挙げている[3][10]。また、資格としてJNAネイリスト検定1級、JNAネイリスト衛生管理士、JNAネイリストジェル検定初級を所持している[2][3]。
- かつてプラチナムに所属していたタレントで、現在は不動産会社の社長を務める馬越幸子と親交が深い[14]。

受賞歴
- Wowma!コーデバトルグランプリ
- おいしいメディアnanaモデルオーディショングランプリ
- 日本唐揚げ協会認定 唐揚げ観光大使、カラアゲニスト
- ソーシャル料理研究家

## 出演

### テレビ
- サンシャインデイズ（TVK、2007年8月26日 - 12月9日）
- 山里と100人の美女（TBS）
- バイキング（フジテレビ）
- お願い!ランキング（テレビ朝日）
- 男子視聴禁止（BS-TBS）
- ワッチミー!TV×TV（BSフジ）
- 開店!SIRのパチスキ!（TOKYO MX）
- ドリームセブン（チバテレビ、2016年8月 - 9月）
- ドSナイト 紅の観乱車 恋のカマ騒ぎスペシャル（静岡放送、2016年10月 - 11月21日）
- 変ラボ（日本テレビ）
- つんつべ♂（TOKYO MX）

### テレビドラマ
- デッドストック～未知への挑戦～ 第6話（2017年8月26日、テレビ東京）

### インターネット放送
- 代々木グラビアアイドル学園（2013年4月12日）

### 雑誌
- デザインcut（2017年vol.2）
- Goo bike
- 漫画パチンコ777
- ぱちかる（2016年10月）
- カラアゲwalker
- ワールドジェットスポーツマガジン - 表紙

### CM
- 渋谷街頭テレビジョン
  - 時報女子
  - ライブハウスPLUG-in CMメイン

### ラジオ
- おとラジ（FMうらやす、2016年8月 - 10月）レギュラー[1]。
- ひこ乃のHappy♡Soccer（FMうらやす、2016年7月14日 - 12月8日）メインパーソナリティー[1][11]。

### ライブ
- FTISLAND2014年全国ツアー東京全公演 - バックダンサー
- TOKYO IDOL FESTIVAL2015（2015年8月1日、お台場・青海特設会場） - ワッチミーナとして出演

### WEB
- Wowma!ショッピングサイトモデル

### 動画
1. ↑  サンスポアイドルリポーター 4期候補生「ひこ乃」 - YouTube（2014年12月26日） 2020年12月21日閲覧。
2. ↑  【SIR】5期候補生 ひこ乃 - YouTube（2015年11月4日）2020年12月21日閲覧。